# Right Round
Right Round is een nummer van de Amerikaanse rapper Flo Rida, geproduceerd door Dr. Luke (Kelly Clarkson, Katy Perry, P!nk) en Timbaland. Het werd in 2009 uitgebracht als leadsingle van zijn tweede studioalbum R.O.O.T.S.. Right Round is een samenwerking met Ke$ha, van wie dit haar debuutsingle is. Het nummer behaalde de eerste plaats in zes landen, waaronder de Amerikaanse Billboard Hot 100 en de Britse UK Singles Chart. In de Nederlandse Top 40, waar het voor beide artiesten de eerste notering is, behaalde het nummer de derde plaats.

## Achtergrondinformatie
Een A&R van Atlantic bracht de beat onder de aandacht van Flo Rida. In de studio combineerde Dr. Luke deze beat met de sample die afkomstig is van Dead or Alive's You Spin Me Round (Like a Record) uit 1984.
In week elf verkoos Radio 538 het nummer tot Alarmschijf en de week erop debuteerde het op de achtentwintigste plaats. In die week bereikte het in de Single Top 100 de vierde positie, waarmee hij zijn vorige Nederlandse single Low overtrof. Right Round debuteerde op airplaybasis op de vierenzeventigste positie van de Billboard Hot 100 en klom de week erop naar de eerste plaats, met een verkoop van 636.000 downloads in haar eerste week. Hiermee breekt Flo Rida zijn eigen record van de grootste eersteweekverkopen, dat hij eind 2007 vestigde met Low. In de eerste twee weken na de release bereikte het nummer al de miljoenmijlpaal en kreeg het de platina status. Op 8 maart debuteerde het nummer op de toppositie in de UK Singles Chart.
Het nummer komt ook voor op het eind van de film The Hangover.

## Videoclip
De videoclip van Right Round is geregisseerd door Malcolm Jones en refereert aan de originele videoclip van Dead or Alive door middel van de scènes van een draaiend bed en een grote discobal. De clip is geschoten in Miami.

## Tracklist

### Cd-single
Releasedatum: 9 februari 2009
1. "Right Round" (Main) - 03:26
2. "Right Round" (Instrumental) - 03:26

### Promo-cd
Releasedatum: 9 februari 2009
1. "Right Round" (Main) - 03:26

### Maxi-cd
Releasedatum: 20 maart 2009
1. "Right Round" (Main) - 03:26
2. "Right Round" (Instrumental) - 03:27
3. "In the Ayer (Jason Nevins Mix)" (feat. will.i.am) - 03:34
4. "Right Round" (Video)

## Hitnotering
| "Right Round" in de Nederlandse Top 40 - Binnen: 21-03-2009 | "Right Round" in de Nederlandse Top 40 - Binnen: 21-03-2009 | "Right Round" in de Nederlandse Top 40 - Binnen: 21-03-2009 | "Right Round" in de Nederlandse Top 40 - Binnen: 21-03-2009 | "Right Round" in de Nederlandse Top 40 - Binnen: 21-03-2009 | "Right Round" in de Nederlandse Top 40 - Binnen: 21-03-2009 | "Right Round" in de Nederlandse Top 40 - Binnen: 21-03-2009 | "Right Round" in de Nederlandse Top 40 - Binnen: 21-03-2009 | "Right Round" in de Nederlandse Top 40 - Binnen: 21-03-2009 | "Right Round" in de Nederlandse Top 40 - Binnen: 21-03-2009 | "Right Round" in de Nederlandse Top 40 - Binnen: 21-03-2009 | "Right Round" in de Nederlandse Top 40 - Binnen: 21-03-2009 | "Right Round" in de Nederlandse Top 40 - Binnen: 21-03-2009 | "Right Round" in de Nederlandse Top 40 - Binnen: 21-03-2009 | "Right Round" in de Nederlandse Top 40 - Binnen: 21-03-2009 | "Right Round" in de Nederlandse Top 40 - Binnen: 21-03-2009 | "Right Round" in de Nederlandse Top 40 - Binnen: 21-03-2009 | "Right Round" in de Nederlandse Top 40 - Binnen: 21-03-2009 | "Right Round" in de Nederlandse Top 40 - Binnen: 21-03-2009 | "Right Round" in de Nederlandse Top 40 - Binnen: 21-03-2009 |
| Week                                                        | 1                                                           | 2                                                           | 3                                                           | 4                                                           | 5                                                           | 6                                                           | 7                                                           | 8                                                           | 9                                                           | 10                                                          | 11                                                          | 12                                                          | 13                                                          | 14                                                          | 15                                                          | 16                                                          | 17                                                          | 18                                                          |                                                             |
| ----------------------------------------------------------- | ----------------------------------------------------------- | ----------------------------------------------------------- | ----------------------------------------------------------- | ----------------------------------------------------------- | ----------------------------------------------------------- | ----------------------------------------------------------- | ----------------------------------------------------------- | ----------------------------------------------------------- | ----------------------------------------------------------- | ----------------------------------------------------------- | ----------------------------------------------------------- | ----------------------------------------------------------- | ----------------------------------------------------------- | ----------------------------------------------------------- | ----------------------------------------------------------- | ----------------------------------------------------------- | ----------------------------------------------------------- | ----------------------------------------------------------- | ----------------------------------------------------------- |
| Nummer                                                      | 28                                                          | 12                                                          | 6                                                           | 4                                                           | 4                                                           | 3                                                           | 3                                                           | 6                                                           | 6                                                           | 6                                                           | 6                                                           | 7                                                           | 7                                                           | 8                                                           | 8                                                           | 12                                                          | 17                                                          | 33                                                          | uit                                                         |

| "Right Round" in de Nederlandse Single Top 100 - Binnen: 07-03-2009 | "Right Round" in de Nederlandse Single Top 100 - Binnen: 07-03-2009 | "Right Round" in de Nederlandse Single Top 100 - Binnen: 07-03-2009 | "Right Round" in de Nederlandse Single Top 100 - Binnen: 07-03-2009 | "Right Round" in de Nederlandse Single Top 100 - Binnen: 07-03-2009 | "Right Round" in de Nederlandse Single Top 100 - Binnen: 07-03-2009 | "Right Round" in de Nederlandse Single Top 100 - Binnen: 07-03-2009 | "Right Round" in de Nederlandse Single Top 100 - Binnen: 07-03-2009 | "Right Round" in de Nederlandse Single Top 100 - Binnen: 07-03-2009 | "Right Round" in de Nederlandse Single Top 100 - Binnen: 07-03-2009 | "Right Round" in de Nederlandse Single Top 100 - Binnen: 07-03-2009 | "Right Round" in de Nederlandse Single Top 100 - Binnen: 07-03-2009 | "Right Round" in de Nederlandse Single Top 100 - Binnen: 07-03-2009 | "Right Round" in de Nederlandse Single Top 100 - Binnen: 07-03-2009 | "Right Round" in de Nederlandse Single Top 100 - Binnen: 07-03-2009 | "Right Round" in de Nederlandse Single Top 100 - Binnen: 07-03-2009 | "Right Round" in de Nederlandse Single Top 100 - Binnen: 07-03-2009 | "Right Round" in de Nederlandse Single Top 100 - Binnen: 07-03-2009 | "Right Round" in de Nederlandse Single Top 100 - Binnen: 07-03-2009 | "Right Round" in de Nederlandse Single Top 100 - Binnen: 07-03-2009 |
| Week                                                                | 1                                                                   | 2                                                                   | 3                                                                   | 4                                                                   | 5                                                                   | 6                                                                   | 7                                                                   | 8                                                                   | 9                                                                   | 10                                                                  | 11                                                                  | 12                                                                  | 13                                                                  | 14                                                                  | 15                                                                  | 16                                                                  | 17                                                                  | 18                                                                  |                                                                     |
| ------------------------------------------------------------------- | ------------------------------------------------------------------- | ------------------------------------------------------------------- | ------------------------------------------------------------------- | ------------------------------------------------------------------- | ------------------------------------------------------------------- | ------------------------------------------------------------------- | ------------------------------------------------------------------- | ------------------------------------------------------------------- | ------------------------------------------------------------------- | ------------------------------------------------------------------- | ------------------------------------------------------------------- | ------------------------------------------------------------------- | ------------------------------------------------------------------- | ------------------------------------------------------------------- | ------------------------------------------------------------------- | ------------------------------------------------------------------- | ------------------------------------------------------------------- | ------------------------------------------------------------------- | ------------------------------------------------------------------- |
| Nummer                                                              | 89                                                                  | 18                                                                  | 4                                                                   | 8                                                                   | 8                                                                   | 4                                                                   | 9                                                                   | 13                                                                  | 14                                                                  | 25                                                                  | 38                                                                  | 33                                                                  | 35                                                                  | 36                                                                  | 40                                                                  | 49                                                                  | 45                                                                  | 92                                                                  | uit                                                                 |

| "Right Round" in de Vlaamse Ultratop 50 - Binnen: 21-03-2009 | "Right Round" in de Vlaamse Ultratop 50 - Binnen: 21-03-2009 | "Right Round" in de Vlaamse Ultratop 50 - Binnen: 21-03-2009 | "Right Round" in de Vlaamse Ultratop 50 - Binnen: 21-03-2009 | "Right Round" in de Vlaamse Ultratop 50 - Binnen: 21-03-2009 | "Right Round" in de Vlaamse Ultratop 50 - Binnen: 21-03-2009 | "Right Round" in de Vlaamse Ultratop 50 - Binnen: 21-03-2009 | "Right Round" in de Vlaamse Ultratop 50 - Binnen: 21-03-2009 | "Right Round" in de Vlaamse Ultratop 50 - Binnen: 21-03-2009 | "Right Round" in de Vlaamse Ultratop 50 - Binnen: 21-03-2009 | "Right Round" in de Vlaamse Ultratop 50 - Binnen: 21-03-2009 | "Right Round" in de Vlaamse Ultratop 50 - Binnen: 21-03-2009 | "Right Round" in de Vlaamse Ultratop 50 - Binnen: 21-03-2009 | "Right Round" in de Vlaamse Ultratop 50 - Binnen: 21-03-2009 | "Right Round" in de Vlaamse Ultratop 50 - Binnen: 21-03-2009 | "Right Round" in de Vlaamse Ultratop 50 - Binnen: 21-03-2009 | "Right Round" in de Vlaamse Ultratop 50 - Binnen: 21-03-2009 | "Right Round" in de Vlaamse Ultratop 50 - Binnen: 21-03-2009 | "Right Round" in de Vlaamse Ultratop 50 - Binnen: 21-03-2009 |
| Week                                                         | 1                                                            | 2                                                            | 3                                                            | 4                                                            | 5                                                            | 6                                                            | 7                                                            | 8                                                            | 9                                                            | 10                                                           | 11                                                           | 12                                                           | 13                                                           | 14                                                           | 15                                                           | 16                                                           | 17                                                           |                                                              |
| ------------------------------------------------------------ | ------------------------------------------------------------ | ------------------------------------------------------------ | ------------------------------------------------------------ | ------------------------------------------------------------ | ------------------------------------------------------------ | ------------------------------------------------------------ | ------------------------------------------------------------ | ------------------------------------------------------------ | ------------------------------------------------------------ | ------------------------------------------------------------ | ------------------------------------------------------------ | ------------------------------------------------------------ | ------------------------------------------------------------ | ------------------------------------------------------------ | ------------------------------------------------------------ | ------------------------------------------------------------ | ------------------------------------------------------------ | ------------------------------------------------------------ |
| Nummer                                                       | 26                                                           | 15                                                           | 7                                                            | 6                                                            | 4                                                            | 4                                                            | 5                                                            | 6                                                            | 2                                                            | 12                                                           | 14                                                           | 18                                                           | 18                                                           | 39                                                           | 31                                                           | 34                                                           | 41                                                           | uit                                                          |